# Pniewite
Pniewite – wieś w Polsce, położona w województwie kujawsko-pomorskim, w powiecie chełmińskim, w gminie Lisewo.

## Podział administracyjny
W latach 1975–1998 miejscowość należała administracyjnie do województwa toruńskiego. Wedle urzędowego podziału terytorialnego kraju, w obrębie Pniewitego wyróżnione są 3 części miejscowości: Klasztor, Nad Torem i Sepety. Do końca 2010 r. wyróżniona była także 1 dalsza część miejscowości – Nad Jeziorem, jednak została ona zniesiona z dniem 1 stycznia 2011 r.
W latach 1939–1945 położona była w okręgu Rzeszy Gdańsk-Prusy Zachodnie, w rejencji bydgoskiej (Regierungsbezirk Bromberg), w powiecie Chełmno (Kreis Kulm).

## Demografia
Według Narodowego Spisu Powszechnego (III 2011 r.) wieś liczyła 350 mieszkańców. Jest czwartą co do wielkości miejscowością gminy Lisewo.

## Historia
Miejscowość powstała w 1250 roku. W 1421 wieś Pnywich współcześnie Pniewite podlegało wójtostwu w Lipienku połączonemu w komturstwie Kowalewskim. W 1525 król Zygmunt Stary nadał wieś mieszczaninowi Estkenowi jako zastaw za długi królewskie, w 1570 we wsi mieszkało 200 osób na 23 łanach i Pniewite stanowiły wtedy własność królewską. Podczas Potopu Szwedzkiego wieś podupadła. Po rozbiorach Pniewite przeszły na własność skarbu pruskiego. W 1885 roku w miejscowości istniała szkoła, mieszkało w tym czasie 616 mieszkańców, w tym 404 katolików i 211 ewangelików. W tym czasie majątek w Pniewitym kupił podczas licytacji Niemiec Schoeneich za 17000 marek. Później właścicielami byli Siudowscy którzy w 1910 roku w miejscowości wznieśli pałac. Część  ziemi w miejscowości posiadał też Niemiec Neuman który w 1906 roku sprzedał ziemie Pruskiej Komisji Kolonizacyjnej, ziemie tą rozdzielono wśród 22 rodzin Niemieckich którzy w większości opuścili wieś po I wojnie światowej, na ich miejsce osiedlili się przybysze z centralnej Polski oraz z terenu województwa krakowskiego. W 1925 pałac wraz z ziemią po Siudowskich kupiła Maria Karłowska herbu Prawdzic, która była założycielką Zgromadzenia Sióstr Pasterek od Opatrzności Bożej. W pałacu zorganizowała siedzibę domu zakonnego.
W latach 1939 - 1942 dotychczasową nazwą wsi było Pniewitten, lecz po przeprowadzonej zamianie nazw miejscowości w Okręgu Rzeszy Gdańsk-Prusy Zachodnie, w latach 1942 - 1945 nazywała się Niewitten.

## Zabytki
Według rejestru zabytków NID na listę zabytków wpisany jest park pałacowy z końca XIX w., nr rej.: 458 z 26.11.1984.